# 千祥炳
千 祥炳（Cheon Sang Byeong、チョン・サンビョン、1930年1月29日 - 1993年4月28日）は韓国の詩人。本貫は潁陽千氏。号は「深温」。

## 略歴
1930年1月29日、日本の兵庫県に生まれる。1945年から韓国に戻り、慶尚南道馬山市に定着した。1949年に詩『공상(空想)』が、1952年『文芸』に『강물(川水)』、『갈매기(かもめ)』などの詩が推薦され作品活動をスタートした。千は文壇の最後の純粋詩人、変わり者と呼ばれ、宇宙の根源、死と彼岸、人生の苦しい現実などを圧縮した詩を主に書いた。装飾的な修辞や知的な操作を排除し、現実を超脱した姿勢を非常に簡潔かつ淡白に表現した。世俗的価値と人為的技巧ではなく、素朴で天真な詩意識を盛り込むことで、非常に個性的な世界を構築した詩人である。

## 年譜
- 1930年1月29日、日本の兵庫県に生まれる。[1]
- 1934年、韓国に一度帰国したが、1940年再び日本に渡る。
- 1945年、解放後、帰国して慶尚南道馬山市に定着した。
- 1949年、馬山中学校で先生として詩人「金春洙」に出会う。詩『강물(川水)』を推薦で『文芸』に発表。
- 1950年、朝鮮戦争の勃発後、米国の通訳として勤務。
- 1951年、ソウル大学校商科大学入学。
- 1952年、『文芸』に『강물(川水)』、『갈매기(かもめ)』などの詩が推薦され発表。
- 1967年、東ベルリン事件に巻き込まれ収監、宣告猶予される。
- 1970年~1971年、姿を消し、死亡したと思われたため、友人たちによる初の詩集『새(鳥)』発刊。
- 1972年、結婚。
- 1979年、詩集『주막에서(居酒屋で)』発表。
- 1993年、4月28日死去。

## 代表作品
- 1971年、새(鳥) [4][5]
- 1979年、주막에서(居酒屋で)
- 1984年、천상병은 천상 시인이다(千祥炳は真の詩人である)
- 1987年、저승 가는 데도 여비가 든다면(あの世に行くために旅費が必要であれば)
- 1989年、귀천(帰天)
- 1991年、요놈 요놈 요 이쁜 놈(このこのかわいいやつ)
- 1993年、나 하늘로 돌아가네(あの世に帰る)
- 1996年、천상병 전집(千祥炳全集)